# Zahraniční vztahy San Marina
San Marino je nezávislým a suverénním členem mezinárodního společenství. Má bilaterální vztahy se 154 státy, z toho se 153 na diplomatické úrovni. V roce 2023 San Marino uvedlo, že brzy vstoupí v platnost jedna další dohoda o navázání diplomatických vztahů.

## Mezinárodní organizace
San Marino je mimo jiné řádným členem následujících mezinárodních organizací:
- Organizace spojených národů
- Mezinárodní soudní dvůr
- Mezinárodní organizace práce (ILO)
- Organizace spojených národů pro výchovu, vědu a kulturu (UNESCO)
- Mezinárodní měnový fond (MMF)
- Světová zdravotnická organizace (WHO)
- Světová organizace cestovního ruchu (WTO)
- Evropská rada
- Mezinárodní červený kříž
- Mezinárodní trestní soud (ICC)
- Mezinárodní instituce pro sjednocení soukromého práva (UNIDROIT)

Spolupracuje také s UNICEF a Úřadem vysokého komisaře OSN pro uprchlíky a má oficiální vztahy s Evropskou unií.
Od 10. května do 6. listopadu 1990 zastávalo San Marino půlroční předsednictví Výboru ministrů Rady Evropy. Podruhé San Marino předsedalo Výboru ministrů Rady Evropy od listopadu 2006 do května 2007.

## Diplomatické vztahy
Seznam zemí, se kterými San Marino udržuje diplomatické vztahy: (konzulární vztahy s Haiti)
| #   | Stát                           | Datum              |
| --- | ------------------------------ | ------------------ |
| 1   | Francie                        | 15. května 1965    |
| 2   | Rumunsko                       | 18. května 1974    |
| 3   | Albánie                        | 21. června 1976    |
| 4   | Írán                           | 30. července 1976  |
| 5   | Island                         | 28. října 1978     |
| 6   | Konžská demokratická republika | 14. května 1984    |
| 7   | Belgie                         | 26. března 1985    |
| –   | Vatikán                        | 18. ledna 1986     |
| –   | SMOM                           | 4. března 1986     |
| 8   | Rakousko                       | 2. dubna 1987      |
| 9   | Itálie                         | 1. srpna 1988      |
| 10  | Švédsko                        | 13. prosince 1988  |
| 11  | Egypt                          | 27. dubna 1989     |
| 12  | Česko                          | 15. dubna 1991     |
| 13  | Maďarsko                       | 24. května 1991    |
| 14  | Čína                           | 18. června 1991    |
| 15  | Slovinsko                      | 14. ledna 1992     |
| 16  | Španělsko                      | 29. dubna 1992     |
| 17  | Brunej                         | 10. června 1992    |
| 18  | Jordánsko                      | 13. července 1992  |
| 19  | Kypr                           | 20. října 1992     |
| 20  | Dánsko                         | 3. listopadu 1992  |
| 21  | Slovensko                      | 1. ledna 1993      |
| 22  | Jižní Afrika                   | 30. dubna 1993     |
| 23  | Gruzie                         | 23. července 1993  |
| 24  | Rusko                          | 30. září 1993      |
| 25  | Argentina                      | 6. října 1994      |
| 26  | Polsko                         | 14. listopadu 1994 |
| 27  | Chorvatsko                     | 15. listopadu 1994 |
| 28  | Irsko                          | 13. ledna 1995     |
| 29  | Portugalsko                    | 27. března 1995    |
| 30  | Švýcarsko                      | 10. července 1995  |
| 31  | Malta                          | 17. července 1995  |
| 32  | Austrálie                      | 13. září 1995      |
| 33  | Německo                        | 15. září 1995      |
| 34  | Izrael                         | 30. října 1995     |
| 35  | Ukrajina                       | 30. října 1995     |
| 36  | Andorra                        | 30. listopadu 1995 |
| 37  | Nizozemsko                     | 1995               |
| 38  | Finsko                         | 27. února 1996     |
| 39  | Japonsko                       | 27. května 1996    |
| 40  | Kuba                           | 28. května 1996    |
| 41  | Bosna a Hercegovina            | 21. listopadu 1996 |
| 42  | Norsko                         | 11. prosince 1996  |
| 43  | Kanada                         | 24. listopadu 1997 |
| 44  | Spojené království             | 18. listopadu 1998 |
| 45  | Uruguay                        | 22. září 1999      |
| 46  | Libye                          | 20. října 1999     |
| 47  | Řecko                          | 22. listopadu 1999 |
| 48  | Bulharsko                      | 17. dubna 2000     |
| 49  | Lotyšsko                       | 18. května 2000    |
| 50  | Jižní Korea                    | 22. srpna 2000     |
| 51  | Lucembursko                    | 8. února 2001      |
| 52  | Guatemala                      | 14. února 2002     |
| 53  | Seychely                       | 14. března 2002    |
| 54  | Alžírsko                       | 13. února 2003     |
| 55  | Ázerbájdžán                    | 3. dubna 2003      |
| 56  | Kolumbie                       | 3. dubna 2003      |
| 57  | Paraguay                       | 3. dubna 2003      |
| 58  | Filipíny                       | 3. dubna 2003      |
| 59  | Srbsko                         | 3. dubna 2003      |
| 60  | Katar                          | 3. května 2003     |
| 61  | Thajsko                        | 12. září 2003      |
| 62  | Estonsko                       | 15. října 2003     |
| 63  | Litva                          | 19. října 2003     |
| 64  | Brazílie                       | 20. listopadu 2003 |
| 65  | Panama                         | 22. ledna 2004     |
| 66  | Malajsie                       | 29. ledna 2004     |
| 67  | Kyrgyzstán                     | 20. září 2004      |
| 68  | Moldavsko                      | 28. září 2004      |
| 69  | Maroko                         | 14. října 2004     |
| 70  | Gambie                         | 29. října 2004     |
| 71  | Jemen                          | 22. února 2005     |
| 72  | Severní Korea                  | 14. března 2005    |
| 73  | Belize                         | 5. května 2005     |
| 74  | Kazachstán                     | 5. května 2005     |
| 75  | Nepál                          | 10. srpna 2005     |
| 76  | Peru                           | 29. září 2005      |
| 77  | Turecko                        | 12. října 2005     |
| 78  | Eritrea                        | 28. října 2005     |
| 79  | Singapur                       | 9. prosince 2005   |
| 80  | Tunisko                        | 17. prosince 2005  |
| 81  | Pákistán                       | 12. dubna 2006     |
| 82  | Monako                         | 1. června 2006     |
| 83  | Arménie                        | 17. října 2006     |
| 84  | Senegal                        | 17. října 2006     |
| 85  | Bahamy                         | 22. listopadu 2006 |
| 86  | Spojené státy americké         | 22. listopadu 2006 |
| 87  | Černá Hora                     | 29. března 2007    |
| 88  | Mongolsko                      | 30. března 2007    |
| 89  | Mexiko                         | 22. května 2007    |
| 90  | Vietnam                        | 6. července 2007   |
| 91  | Salvador                       | 10. července 2007  |
| 92  | Mauritánie                     | 16. listopadu 2007 |
| 93  | Ghana                          | 5. listopadu 2008  |
| 94  | Bělorusko                      | 9. února 2009      |
| 95  | Ekvádor                        | 26. března 2009    |
| 96  | Angola                         | 30. března 2009    |
| 97  | Saúdská Arábie                 | 31. března 2009    |
| 98  | Kostarika                      | 6. dubna 2009      |
| 99  | Spojené arabské emiráty        | 6. července 2009   |
| 100 | Chile                          | 11. července 2009  |
| 101 | Nikaragua                      | 2. října 2009      |
| 102 | Lesotho                        | 30. listopadu 2010 |
| 103 | Kambodža                       | 12. dubna 2011     |
| 104 | Indie                          | 26. září 2011      |
| 104 | Indonésie                      | 26. září 2011      |
| 106 | Východní Timor                 | 7. října 2011      |
| 107 | Lichtenštejnsko                | 21. října 2011     |
| 108 | Irák                           | 9. prosince 2011   |
| –   | Kosovo                         | 3. května 2012     |
| 109 | Libanon                        | 5. listopadu 2012  |
| 110 | Srí Lanka                      | 13. února 2013     |
| 111 | Fidži                          | 15. března 2013    |
| 112 | Tuvalu                         | 19. března 2013    |
| 113 | Nový Zéland                    | 29. dubna 2013     |
| 114 | Dominikánská republika         | 1. října 2013      |
| 115 | Honduras                       | 16. prosince 2013  |
| 116 | Maledivy                       | 24. dubna 2014     |
| 117 | Venezuela                      | 10. listopadu 2014 |
| 118 | Kuvajt                         | 17. prosince 2014  |
| 119 | Bangladéš                      | 31. května 2017    |
| 120 | Pobřeží slonoviny              | 9. listopadu 2017  |
| 121 | Mauricius                      | 20. dubna 2018     |
| 122 | Tádžikistán                    | 3. srpna 2018      |
| 123 | Mikronésie                     | 25. září 2018      |
| 124 | Svatý Kryštof a Nevis          | 25. září 2018      |
| 125 | Vanuatu                        | 25. září 2018      |
| 126 | Palau                          | 26. září 2018      |
| 127 | Omán                           | 26. září 2018      |
| 128 | Konžská republika              | 27. září 2018      |
| 129 | Etiopie                        | 7. listopadu 2018  |
| 130 | Antigua a Barbuda              | 12. prosince 2018  |
| 131 | Laos                           | 17. prosince 2018  |
| 132 | Benin                          | 22. ledna 2019     |
| 133 | Guyana                         | 17. února 2019     |
| 134 | Samoa                          | 28. února 2019     |
| 135 | Togo                           | 28. února 2019     |
| 136 | Svatý Vincenc a Grenadiny      | 24. září 2019      |
| 137 | Bahrajn                        | 25. září 2019      |
| 138 | Bolívie                        | 25. září 2019      |
| 139 | Kapverdy                       | 25. září 2019      |
| 140 | Severní Makedonie              | 26. září 2019      |
| 141 | Barbados                       | 3. října 2019      |
| 142 | Surinam                        | 8. října 2019      |
| 143 | Svatá Lucie                    | 7. února 2020      |
| 144 | Jamajka                        | 29. září 2020      |
| 145 | Uganda                         | 23. října 2020     |
| 146 | Uzbekistán                     | 6. února 2021      |
| 147 | Keňa                           | 12. května 2021    |
| 148 | Dominika                       | 2. srpna 2021      |
| 149 | Kiribati                       | 20. října 2021     |
| 150 | Madagaskar                     | 1. února 2023      |
| 151 | Malawi                         | 8. prosince 2023   |

## Návštěvy a postřehy generálního tajemníka OSN
Ve dnech 31. března až 1. dubna 2013 byl generální tajemník Organizace spojených národů Pan Ki-mun oficiálním řečníkem u příležitosti zvolení nového kapitána-regenta. „Ačkoli je tato země malá, váš význam pro Organizaci spojených národů je stejně vysoký jako Monte Titano,“ řekl generální tajemník nejvyšším představitelům země, dvěma kapitánům regentům, s odkazem na 739 metrů vysokou horu na seznamu světového dědictví UNESCO. Pan Ki-mun také poznamenal, že země během druhé světové války přijala pětkrát více uprchlíků než byla její populace, a ocenil její důraz na ochranu lidských práv. Jednalo se o druhou návštěvu generálního tajemníka OSN v San Marinu, první byla návštěva Butruse Butruse-Ghálího v roce 1996.

## Multilaterální vztahy
| Organizace    | Začátek formálních vztahů | Poznámky                                     |
| ------------- | ------------------------- | -------------------------------------------- |
| Evropská unie |                           | Viz Vztahy mezi San Marinem a Evropskou unií |

## Bilaterální vztahy
| Stát                   | Začátek formálních vztahů | Poznámky |
| ---------------------- | ------------------------- | --- |
| Andorra                | 30. listopadu 1995        | - Andorra je v San Marinu akreditovaná prostřednictvím svého ministerstva zahraničních věcí se sídlem v Andoře la Velle. - San Marino není v Andoře akreditováno. |
| Arménie                | 17. října 2006            | - Arménie je v San Marinu akreditovaná prostřednictvím svého velvyslanectví v Římě v Itálii. - San Marino je v Arménii akreditováno prostřednictvím svého ministerstva zahraničních věcí se sídlem v San Marinu. |
| Ázerbájdžán            | 19. dubna 2002            | - Ázerbájdžán je v San Marinu akreditován prostřednictvím svého velvyslanectví v Římě v Itálii. - San Marino má honorární konzulát v Baku. |
| Belgie                 | 26. března 1985           | - Belgie je v San Marinu akreditována prostřednictvím svého velvyslanectví v Římě v Itálii. - San Marino má velvyslanectví v Bruselu. |
| Bosna a Hercegovina    | 21. listopadu 1996        | - Bosna a Hercegovina je v San Marinu akreditována prostřednictvím svého velvyslanectví v Římě v Itálii. - San Marino má velvyslanectví v Sarajevu. |
| Bulharsko              |                           | - Bulharsko je v San Marinu akreditováno prostřednictvím svého velvyslanectví v Římě v Itálii. - San Marino je v Bulharsku akreditováno prostřednictvím svého ministerstva zahraničních věcí se sídlem v San Marinu. |
| Česko                  | 15. dubna 1991            | - Česká republika je v San Marinu akreditována prostřednictvím svého velvyslanectví v Římě v Itálii. - San Marino je v Česku akreditováno prostřednictvím svého ministerstva zahraničních věcí se sídlem v San Marinu a má také honorární generální konzulát v Praze. |
| Čína                   | 6. května 1971            | Viz Čínsko-sanmarinské vztahy - Čína je v San Marinu akreditována prostřednictvím svého velvyslanectví v Římě v Itálii. - San Marino je v Číně akreditováno prostřednictvím svého ministerstva zahraničních věcí se sídlem v San Marinu. |
| Dánsko                 | 3. listopadu 1992         | - Dánsko je v San Marinu akreditováno prostřednictvím svého velvyslanectví v Římě v Itálii. - San Marino je v Dánsku akreditováno prostřednictvím svého ministerstva zahraničních věcí se sídlem v San Marinu. |
| Finsko                 | 27. února 1996            | - Finsko je v San Marinu akreditováno prostřednictvím svého velvyslanectví v Římě v Itálii. - San Marino je ve Finsku akreditováno prostřednictvím svého ministerstva zahraničních věcí se sídlem v San Marinu. |
| Francie                | 15. května 1965           | - Francie je v San Marinu akreditována prostřednictvím svého velvyslanectví v Římě v Itálii a má honorární konzulát v San Marinu. - San Marino má velvyslanectví v Paříži. |
| Itálie                 |                           | Viz Italsko-sanmarinské vztahy - Itálie má velvyslanectví v San Marinu. - San Marino má velvyslanectví v Římě. |
| Indonésie              | 9. prosince 2011          | - Indonésie je v San Marinu akreditována prostřednictvím svého velvyslanectví v Římě v Itálii. - San Marino mělo velvyslanectví v Jakartě. |
| Japonsko               | 1961                      | - Japonsko je v San Marinu akreditováno prostřednictvím svého velvyslanectví v Římě v Itálii. - San Marino má velvyslanectví v Tokiu. |
| Jižní Korea            | 22. srpna 2000            | - Jižní Korea je v San Marinu akreditována prostřednictvím svého velvyslanectví v Římě v Itálii. - San Marino otevřelo v únoru 2003 honorární generální konzulát v Soulu. - Jihokorejsko-sanmarinské vztahy |
| Kanada                 | 1926                      | - Kanada je v San Marinu akreditována prostřednictvím svého velvyslanectví v Římě v Itálii. - San Marino je v Kanadě akreditováno prostřednictvím svého velvyslanectví v New Yorku ve Spojených státech amerických. |
| Malta                  | 7. prosince 1981          | - Malta je v San Marinu akreditována prostřednictvím svého velvyslanectví v Římě v Itálii. - San Marino je na Maltě akreditováno prostřednictvím svého ministerstva zahraničních věcí se sídlem v San Marinu. |
| Mexiko                 | 17. ledna 1977            | - Mexiko je v San Marinu akreditováno prostřednictvím svého velvyslanectví v Římě v Itálii. - San Marino je v Mexiku akreditováno prostřednictvím svého ministerstva zahraničních věcí se sídlem v San Marinu. |
| Monako                 | 1. června 2006            | - Monako je v San Marinu akreditováno prostřednictvím svého velvyslanectví v Římě v Itálii. - San Marino je v Monaku akreditováno ze své stálé mise při Radě Evropy ve Štrasburku ve Francii. |
| Německo                | 1. října 1995             | - Německo je v San Marinu akreditováno prostřednictvím svého velvyslanectví v Římě v Itálii. - San Marino je v Německu akreditováno prostřednictvím svého ministerstva zahraničních věcí se sídlem v San Marinu. |
| Nizozemsko             |                           | - Nizozemsko je v San Marinu akreditováno prostřednictvím svého velvyslanectví v Římě v Itálii. - San Marino je v Nizozemsku akreditováno prostřednictvím svého ministerstva zahraničních věcí se sídlem v San Marinu. |
| Polsko                 | 3 December 1979           | - Polsko je v San Marinu akreditováno prostřednictvím svého velvyslanectví v Římě v Itálii. - San Marino je v Polsku akreditováno prostřednictvím svého ministerstva zahraničních věcí se sídlem v San Marinu. |
| Rakousko               | 2. dubna 1987             | - Rakousko je v San Marinu akreditováno prostřednictvím svého velvyslanectví v Římě v Itálii a má honorární konzulát v San Marinu. - San Marino má velvyslanectví ve Vídni. |
| Rusko                  | 30. září 1993             | - Rusko je v San Marinu akreditováno prostřednictvím svého velvyslanectví v Římě v Itálii. - San Marino je v Rusku akreditováno prostřednictvím svého velvyslanectví v Římě v Itálii. Dne 1. března 2023 Velká a Generální rada San Marina oprávnila vládu země k přijetí sankcí proti Rusku za invazi na Ukrajinu. Rusko zařadilo San Marino do seznamu nikoli přátelských zemí. |
| Řecko                  | 20. listopadu 1979        | - San Marino je v Řecku akreditováno prostřednictvím svého ministerstva zahraničních věcí se sídlem v San Marinu. - Řecko je v San Marinu akreditováno prostřednictvím svého velvyslanectví v Římě v Itálii. |
| Slovensko              | 1. ledna 1993             | - San Marino je na Slovensku akreditováno prostřednictvím svého ministerstva zahraničních věcí se sídlem v San Marinu. - Slovensko je v San Marinu akreditováno prostřednictvím svého velvyslanectví v Římě v Itálii. |
| Spojené království     | 18. listopadu 1998        | Viz Britsko-sanmarinské vztahy - San Marino je na Ukrajině akreditováno prostřednictvím svého ministerstva zahraničních věcí se sídlem v San Marinu. - Spojené království je v San Marinu akreditováno prostřednictvím svého velvyslanectví v Římě v Itálii. - Obě země jsou řádnými členy Rady Evropy.                                                                           |
| Spojené státy americké | 16. ledna 1925            | Viz Americko-sanmarinské vztahy - San Marino má velvyslanectví v New Yorku. - Spojené státy americké jsou v San Marinu akreditováno prostřednictvím svého velvyslanectví v Římě v Itálii. Spojené státy americké byly prvním neevropským státem, který navázal oficiální diplomatické vztahy se San Marinem.                                                                      |
| Španělsko              | 31. března 1978           | - San Marino má velvyslanectví v Madridu. - Španělsko je v San Marinu akreditováno prostřednictvím svého velvyslanectví v Římě v Itálii. |
| Švýcarsko              | 10. července 1995         | - San Marino je ve Švýcarsku akreditováno prostřednictvím své stálé mise při OSN v Ženevě. - Švýcarsko je v San Marinu akreditováno prostřednictvím svého velvyslanectví v Římě v Itálii. |
| Turecko                | 17. prosince 2005         | Viz Turecko-sanmarinské vztahy - San Marino je v Turecku akreditováno prostřednictvím svého ministerstva zahraničních věcí se sídlem v San Marinu. - Turecko je v San Marinu akreditováno prostřednictvím svého velvyslanectví v Římě v Itálii. |
| Ukrajina               | 24. března 1995           | - San Marino je na Ukrajině akreditováno prostřednictvím svého ministerstva zahraničních věcí se sídlem v San Marinu. - Ukrajina je v San Marinu akreditována prostřednictvím svého velvyslanectví v Římě v Itálii. |
| Vatikán                | 18. ledna 1986            | - San Marino má velvyslanectví v Římě u Svatého stolce. - Svatý stolec má v San Marinu apoštolskou nunciaturu. |